# Mała Wysoczka (Wzgórza Lewińskie)
Mała Wysoczka (niem. Klein Reudel, 618 m n.p.m.) – wzgórze  w południowo-zachodniej Polsce, w Sudetach Środkowych, w paśmie Wzgórz Lewińskich, na północ od wsi Słoszów.